# Piano Molotov

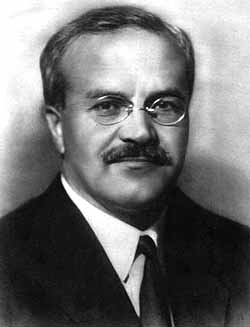
Ritratto di Vjačeslav Molotov

Il Piano Molotov è stato il sistema creato dall'Unione Sovietica nel 1947 per fornire aiuti nella ricostruzione dei Paesi dell'Europa orientale che erano politicamente ed economicamente allineati all'URSS. Può essere visto come la risposta sovietica del Piano Marshall, al quale per ragioni politiche i Paesi del blocco orientale non poterono aderire.

## Contesto
Il ministro degli esteri sovietico Vjačeslav Molotov rifiutò il Piano Marshall (1947) proponendo il Piano Molotov come gruppo economico che costituirà in seguito il nucleo del Consiglio di mutua assistenza economica (COMECON). Il nuovo piano era una risposta simbolica al rifiuto da parte dell'Unione Sovietica degli aiuti forniti dagli Stati Uniti, o per impedire ai suoi Stati satellite di riceverli, poiché credevano che il Piano Marshall avrebbe indebolito l'influenza sovietica sul blocco orientale, attraverso le condizioni imposte, e rendere i Paesi beneficiari economicamente dipendenti dagli Stati Uniti.
Il piano era un sistema di accordi commerciali bilaterali che stabilì anche il COMECON per creare un'alleanza economica tra gli Stati socialisti. Questi aiuti economici permisero ai Paesi in Europa di non fare più affidamento ai finanziamenti americani e permisero in seguito agli Stati del Piano Molotov di riorganizzare i propri commerci verso l'Unione Sovietica. Tuttavia, il piano era per certi aspetti contraddittorio perché l'URSS, oltre a fornire aiuti agli Stati del blocco orientale, richiedeva allo stesso tempo ai Paesi che erano stati sotto l'influenza delle potenze dell'Asse le spese per le riparazioni nel territorio sovietico.

## Lista dei paesi che aderirono al Piano Molotov

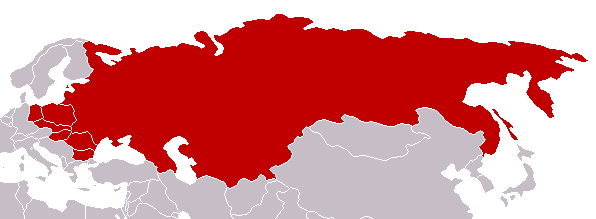
Mappa degli Stati membri del Piano Molotov

- Unione Sovietica
- Repubblica Democratica Tedesca
- Repubblica Popolare di Polonia
- Cecoslovacchia
- Repubblica Socialista di Romania
- Repubblica Popolare di Bulgaria
- Repubblica Popolare d'Ungheria